# Argyreus montorum
Argyreus montorum är en fjärilsart som beskrevs av James John Joicey och Talbot 1926. Argyreus montorum ingår i släktet Argyreus och familjen praktfjärilar. Inga underarter finns listade i Catalogue of Life.